# Mejor futbolista europeo 1954-2004
La UEFA cumplió en el año 2004 su cincuenta aniversario. Para celebrarlo organizó diversos actos y convocó diversos premios especiales. Uno de ellos fue la elección del mejor futbolista europeo de sus primeros cincuenta años. Organizó una encuesta en su portal de internet www.uefa.com en la que los aficionados votaron a los mejores futbolistas europeos del período 1954-2004. Tras más de seis millones de votaciones, el futbolista más votado fue el francés Zinedine Zidane, que consiguió 123.582 votos. A tan sólo 1013 votos de distancia se situó el alemán Franz Beckenbauer, que consiguió 122.569 votos. En tercera posición se clasificó el neerlandés Johan Cruyff, con 119.332 votos. Italia aporta 10 jugadores superando así a Alemania que aporta 8.

## Resultados

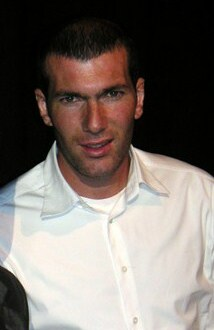
Zinedine Zidane, ganador del premio.

|    | Jugador                 | País                        | Votos   |
| -- | ----------------------- | --------------------------- | ------- |
| 1  | Zinedine Zidane         | Francia                     | 123,582 |
| 2  | Franz Beckenbauer       | Alemania                    | 122,569 |
| 3  | Johan Cruijff           | Países Bajos                | 119,332 |
| 4  | Marco van Basten        | Países Bajos                | 117,987 |
| 5  | Dino Zoff               | Italia                      | 114,529 |
| 6  | Alfredo Di Stéfano      | Argentina / España          | 107,435 |
| 7  | Eusébio                 | Portugal / Mozambique       | 103,937 |
| 8  | Lev Yashin              | Unión Soviética             | 101,862 |
| 9  | Michel Platini          | Francia                     | 99,380  |
| 10 | Paolo Maldini           | Italia                      | 95,497  |
| 11 | Ferenc Puskás           | Hungría / España            | 94,361  |
| 12 | Paolo Rossi             | Italia                      | 91,194  |
| 13 | Ruud Gullit             | Países Bajos                | 91,001  |
| 14 | Bobby Charlton          | Inglaterra                  | 89,921  |
| 15 | Lothar Matthäus         | Alemania Federal / Alemania | 86,798  |
| 16 | Karl-Heinz Rummenigge   | Alemania Federal            | 86,649  |
| 17 | Franco Baresi           | Italia                      | 83,800  |
| 18 | Gerd Müller             | Alemania Federal            | 82,668  |
| 19 | George Best             | Irlanda del Norte           | 79,036  |
| 20 | Kevin Keegan            | Inglaterra                  | 78,840  |
| 21 | Frank Rijkaard          | Países Bajos                | 71,333  |
| 22 | David Beckham           | Inglaterra                  | 71,299  |
| 23 | Bobby Moore             | Inglaterra                  | 70,884  |
| 24 | Roberto Baggio          | Italia                      | 68,239  |
| 25 | Michael Laudrup         | Dinamarca                   | 67,484  |
| 26 | Ronald Koeman           | Países Bajos                | 66,661  |
| 27 | Peter Schmeichel        | Dinamarca                   | 66,463  |
| 28 | Gheorghe Hagi           | Rumania                     | 62,383  |
| 29 | Sepp Maier              | Alemania Federal            | 62,375  |
| 30 | Oliver Kahn             | Alemania                    | 58,151  |
| 31 | Luís Figo               | Portugal                    | 58,078  |
| 32 | Raúl González           | España                      | 56,880  |
| 33 | Berti Vogts             | Alemania Federal            | 55,398  |
| 34 | Johan Neeskens          | Países Bajos                | 54,796  |
| 35 | Gianni Rivera           | Italia                      | 53,874  |
| 36 | José Antonio Camacho    | España                      | 53,873  |
| 37 | Marco Tardelli          | Italia                      | 53,732  |
| 38 | Just Fontaine           | Francia                     | 53,612  |
| 39 | Peter Shilton           | Inglaterra                  | 50,841  |
| 40 | Bernd Schuster          | Alemania Federal            | 50,247  |
| 41 | Raymond Kopa            | Francia                     | 49,504  |
| 42 | Éric Cantona            | Francia                     | 48,436  |
| 43 | Stanley Matthews        | Inglaterra                  | 47,915  |
| 44 | Ruud van Nistelrooy     | Países Bajos                | 47,398  |
| 45 | Valentin Kozmich Ivanov | Unión Soviética             | 46,022  |
| 46 | Gary Lineker            | Inglaterra                  | 44,787  |
| 47 | Alessandro Nesta        | Italia                      | 44,667  |
| 48 | José Santamaría         | Uruguay / España            | 43,690  |
| 49 | Alessandro Del Piero    | Italia                      | 43,227  |
| 50 | Alessandro Costacurta   | Italia                      | 42,511  |